# Raimonda Murmokaitė
Raimonda Murmokaitė (17 de julio de 1959) es la Representante Permanente de la república de Lituania ante las Naciones Unidas en Nueva York. Asumió la presidencia del Comité contra el Terrorismo del Consejo de Seguridad en enero de 2014.

## Carrera
Durante una trayectoria de 20 años en el Ministerio de Relaciones Exteriores de Lituania, ejerció como Jefa de la División de Europa Occidental y la División de Planificación de Políticas, así como Directora del Departamento de las Américas, África, Asia y Oceanía, y Embajadora en Misión Especial en la Oficina del Ministro. De 2009 a 2012, fue Directora del Departamento de las Naciones Unidas, Organizaciones Internacionales y Derechos Humanos.
También ha ocupado los cargos de Consejera en la Embajada de Lituania en Italia (1998-2001) y representante Permanente Adjunta en la Misión Permanente de su país ante las Naciones Unidas en Nueva York (2004-2008). Ha sido Representante Permanente de Lituania ante las Naciones Unidas desde octubre de 2012. En ese cargo, fue presidió el Consejo de Seguridad en febrero de 2014 junto a Linas Antanas Linkevičius.
Es licenciada en Filología Románica y Germánica por la Universidad de Vilnius (1982). También ha sido titular de la beca E. Muskie de Administración Pública en el Monterey Institute of International Studies y la beca Chevening en Diplomacia y Estudios de Seguridad en la Universidad de Birmingham.
Habla inglés, francés, italiano, lituano y ruso.